# Ebbw Vale South
Ebbw Vale South (en anglais) ou De Glynebwy (en gallois) est une communauté du Blaenau Gwent, au pays de Galles.
Comme son nom l'indique, elle correspond à la moitié australe de la ville d'Ebbw Vale, l'autre moitié formant la communauté d'Ebbw Vale North. Elles sont créées en 2010 par la scission de l'ancienne communauté d'Ebbw Vale.
Au recensement de 2011, la communauté d'Ebbw Vale South comptait 4 274 habitants.